# 罗伯特·赖斯本·威尔逊
罗伯特·赖斯本·威尔逊（英語：Robert Rathbun Wilson，1914年3月4日—2000年1月16日），美国物理学家，曾在二战中参与曼哈顿计划。此外他还主持设计建造了费米国立加速器实验室（费米实验室），并担任实验室首任负责人（1967年－1978年）。
威尔逊从加利福尼亞大學柏克萊分校取得文学学士、博士学位，博导欧内斯特·劳伦斯，读研期间在劳伦斯伯克利国家实验室参与研发回旋加速器。后前往普林斯顿大学，和亨利·德沃尔夫·史迈斯一起研究使用同位素分离分离鈾的同位素。1943年，威尔逊和他的一些同事投身曼哈顿计划，前往洛斯阿拉莫斯实验室，威尔逊牵头回旋加速器研发组（R-1）。

## 拓展阅读
- Hilts, Philip J. . New York: Simon and Schuster. 1982. ISBN 978-0-671-22533-9. OCLC 8688830.  威尔逊、遗传学家马克·普塔什尼、计算机科学家约翰·麦卡锡的人物介绍
- Weart, Spencer R. . Physics in Perspective (American Institute of Physics Center for History Of Physics). 2000, 2: 141–203. Bibcode:2000PhP.....2..141W. ISSN 1422-6944. doi:10.1007/s000160050041.